# Cyrille Makanaky
Cyrille Makanaky (Douala, 1965. június 28. –) kameruni válogatott labdarúgó.

## Pályafutása

### Klubcsapatban
1984 és 1990 között Franciaországban játszott. 1984 és 1985 között az FC Saint-Leu, 1985 és 1987 között a Gazélec Ajaccio, 1988–89-ben az RC Lens, 1987–88-ban, illetve 1989–90-ben az SC Toulon játékosa volt. 1990 és 1992 között a spanyol Málaga együttesét erősítette, az 1992–93-as szezonban a Villarreal csapatában játszott. Az 1993–94-es szezonban a izraeli Makkabi Tel-Avivban szerepelt, melynek tagjaként megnyerte az izraeli kupát. 1994 és 1995 között Ecuadorban a Barcelona SC volt a csapata, 1995 és 1996 között a Gazélec Ajaccio, majd visszatért Ecuadorba a Barcelonához. Két alkalommal nyerte meg az ecuadori bajnokságot. 

### A válogatottban
1987 és 1993 között 14 alkalommal szerepelt a kameruni válogatottban és 3 gólt szerzett. Tagja volt az 1988-ban Afrikai nemzetek kupáját nyerő válogatottak keretének és részt vett az 1990-es és az 1992-es Afrikai nemzetek kupáján, valamint az 1990-es világbajnokságon, ahol alapembernek számított, az Argentína, a Románia és a Szovjetunió  elleni csoportmérkőzéseken, illetve a Kolumbia  elleni nyolcaddöntőben és a Anglia  elleni negyeddöntőben is kezdőként lépett pályára.

## Sikerei, díjai
Makkabi Tel-Aviv
- Izraeli kupagyőztes (1): 1994

Barcelona SC
- Ecuadori bajnok (2): 1996, 1997

Kamerun
- Afrikai nemzetek kupája (1): 1988